# شبانه (نمایشنامه)
شبانه نمایشنامه‌ای از محمد چرمشیر است که برای اولین بار در سال ۱۳۷۸ همراه با سه نمایشنامه دیگر توسط انتشارات صنوبر به‌چاپ رسیده‌است. در کتاب چاپ‌شده صنوبر چهار نمایش‌نامه گفت‌وگوی بی‌پایان ستاره با مادرش در وقت مردن، روزگار و نغمه‌هایش، خواب بی‌وقت حوریه و شبانه گنجانده شده‌است.